# Michael Austin
Michael Austin (født d. 16. marts 1941) er en engelsk organist og cembalist.
Han er uddannet ved Royal Academy of Music i London og senere hos Lionel Rogg i Geneve. Han har taget "Organist Recital Diploma", en LRAM og FRCO og af hans ansættelser som organist i England kan bl.a. nævnes Wimborne Minster fra 1967-1971. Fra 1969-1977 var han professor ved Royal Academy of Music i London.
I 1977 flyttede Michael Austin til Danmark, hvor han først var ansat 2 år som organist ved Frederikssund Kirke. I 1979 blev han ansat ved Skt. Markus Kirke i Aalborg, hvor han grundlagde Skt. Markus Kirkes Kor. I 2010 forlod han sin stilling ved Skt. Markus Kirke for at hellige sig sin koncertvirksomhed.
I sine 31 år ved Skt. Markus Kirke optrådte han selv som solist i "Orgelcyklus"-serien, som han startede for at promovere orgelmusik til koncertgængere, og han var koncertarrangør af kirkens 25-30 årlige koncerter. Hans orgelkoncerter, korkoncerter og de årlige internationale festivalkoncerter med kendte solister og ensembler gjorde kirken til et centrum for klassisk musik i landsdelen.
Som kordirigent satte Michael Austin sit præg også på dansk kirkemusik. Med rod i sin engelske baggrund indførte han den karakteristiske "anglican chant" (dvs. engelsk fremførelse af Davids salmer)på dansk, og Skt. Markus Kirkes Kor blev landskendt for opførelser af disse foruden anden engelsk kirkemusik, ofte sunget på dansk, men i den engelske stil.
Michael Austin har en international koncertkarriere med koncerter i Europa foruden Rusland og Australien. Han har lavet flere indspilninger, også for radio og tv.